# Dopływ materiałów archiwalnych
Dopływ materiałów archiwalnych (akcesja) – w archiwistyce jest to część lub całość zespołu (zbioru) archiwalnego przyjęta do zasobu archiwalnego od twórcy zespołu lub poprzez rewindykację, scalanie i nabytki.